# Ernest August I de Saxònia-Weimar
Ernest August I de Saxònia-Weimar-Eisenach (en alemany Ernst August I von Sachsen-Weimar-Eisenach) va néixer a Weimar (Alemanya) el 19 d'abril de 1688 i va morir a Eisenach el 19 de gener de 1748. Era un noble alemany, fill del duc Joan Ernest III de Saxònia-Weimar (1664-1707) i de Sofia Augusta d'Anhalt-Zerbst (1663-1694).
Amb la mort del seu pare el 1707, Ernest August va compartir el títol de duc de Saxònia-Weimar amb el seu tiet Guillem Ernest, tot i que en realitat era aquest darrer qui dirigia el ducat. Les relacions entre ells van ser molt dolentes, i Ernest August criticava obertament la seva política, raó per la qual va haver d'abandonar el ducat. Fins que el 1728, amb la mort de Guillem Ernest, va dirigir efectivament el govern del ducat imposant un absolutisme despòtic. Amant de l'esplendor i de les excentricitats va generar un dispendi molt per sobre de les seves possibilitats que el portà a la ruïna. A part de voler mantenir un exèrcit permanent es va dedicar també a la construcció de palaus com el Beldevere de Weismar o el d'estil rococó de Dornburg.
Després de l'extinció de la línia de Saxònia-Eisenach, el 26 de juliol de 1741 amb la mort del duc Guillem Ernest, Ernest August va aplegar sota el seu domini els béns de la línia de Saxònia-Marksuhl, l'herència de Saxònia-Eisenach i la línia de Saxònia-Jena, convertint-se en el primer duc de Saxònia-Weimar-Eisenach.

## Matrimoni i fills
El 1716 es va casar amb Elionor Guillemina d'Anhalt-Köthen (1696-1726), filla d'Emmanuel Lebrecht d'Anhalt-Köthen (1671-1704) i de Gisèle-Agnès de Rath (1669-1740). La parella va tenir vuit fills:
- Guillem (1717-1719)
- Guillemina (1717-1752)
- Joan (1719-1732)
- Carlota (1720-1724)
- Joana (1721-1722)
- Ernestina (1722-1769), casada amb el comte Felip de Schaumbourg-Lippe (1723-1787).
- Bernardina (1724-1757), casada amb el príncep Joan de Schwarzbourg (1721-1767).
- Emmanuel (1725-1729)

Enviudà el 1726 i vuit anys després es tornà a casar amb Sofia Carlota de Brandenburg-Bayreuth (1713-1747), filla de Jordi Frederic de Brandenburg-Bayreuth (1688-1735), de la Casa de Hohenzollern, i de Dorotea de Schleswig-Holstein-Sonderburg-Beck
(1685-1761). D'aquest segon matrimoni en nasqueren quatre fills:
- Carles (1735-1736)
- Ernest August II (1737-1758), duc de Saxe-Weimar-Eisenach, casat amb Anna Amàlia de Brunsvic-Wolfenbüttel (1739-1807).
- Ernestina (1740-1786), casada amb Ernest Frederic III de Saxònia-Hildburghausen (1727-1780)
- Ernest (1742-1743)

El duc, que va tenir moltes amants al llarg de la seva vida, va tenir un fill il·legítim amb Frederica de Marschall:
- Ernest Frederic (1731-1810), casat amb Beata Helena Bormann.